# ألعاب القوى في الألعاب الأولمبية الصيفية 2024 – سباق 800 متر للسيدات
أقيمت منافسات سباق 800 متر للسيدات في دورة الألعاب الأولمبية الصيفية 2024 في أربع جولات في ملعب فرنسا في باريس، فرنسا، في الفترة من 02 إلى 05 أغسطس 2024. تعتبر هذه هي المرة الثامنة عشرة التي تقام فيها منافسات سباق 800 متر للسيدات في دورة الألعاب الأولمبية الصيفية. سيتمكن ما مجموعه 48 رياضية من التأهل للحدث حسب معيار الدخول أو التصنيف.

## ملخص
دخلت اللاعبة أثينغ مو هي البطلة المدافعة عن اللقب وبطلة العالم لعام 2022، لكنها تعثرت في التجارب الأمريكية ولم تتمكن من التأهل. كانت كيلي هودجكينسون بطلة العالم لعام 2024، قد هيمنت على أوروبا في الأماكن المغلقة والمفتوحة، لكنها حصلت على الميدالية الفضية في جميع البطولات الكبرى الأخرى منذ عام 2020، وتغلبت عليها أثينغ مو في بطولة العالم لعام 2022، وفي كل من دورة ألعاب الكومنولث 2022 وفي بطولة العالم 2023 بواسطة ماري مورا، على الرغم من أن الأخيرة كانت المرة الأولى التي تتغلب فيها هودجكينسون على مو في بطولة. كان معظم اللاعبين المتبقين، باستثناء أثينغ مو قد نجحوا في الوصول إلى باريس، لكن عددا منهم، ولا سيما زميلة هودجكينسون في فريق بريطانيا العظمى جيما ريكي، فشلوا في الوصول إلى النهائي.
بدأت تسيجي دوجوما المباراة النهائية من الخارج، المسار التاسع. وبعد الوصول إلى خط الانطلاق، قطعت المسار بشكل حاد إلى المسار الأول لتصبح في المقدمة. ومع اندماج المنافسين الآخرين، انضم هودجكينسون إلى الصدارة من الخارج، بينما كان دوجوما يحتضن السور. وفي الدورة الثانية، تحرك مورا نحو الكتف الخارجي لهودجكينسون. عند الوصول إلى المسار الرئيسي في المرة الأولى، أخذ هودجكينسون زمام المبادرة، حيث ركض على الجانب الخارجي من المسار الأول، ودوجوما على الجانب الداخلي وموراا على الجانب الخارجي، مشكلين رأس سهم في المقدمة. وظل الثلاثة في تشكيل متقدم إلى حد كبير حتى ذهبوا إلى الجزء الخلفي عندما تحركت مورا أمام دوجوما وحول المنعطف، حتى كتف هودجكينسون بحثًا عن التفوق عليها في السرعة. وبدلاً من ذلك نجحت هودجكينسون في التقدم في المرحلة النهائية نحو الفوز. لم تتمكن مورا من مواكبة دوجوما، لكن دوجوما عادت لتركض متجاوزًا مورا قبل خط النهاية لتحصد الميدالية الفضية، بينما حصلت مورا على الميدالية البرونزية.
وكانت الميدالية الفضية التي حصلت عليها دوجوما هي الأولى لإثيوبيا في تاريخ هذا الحدث. وكانت الميدالية الذهبية التي حصلت عليها هودجكينسون هي الميدالية الذهبية الثالثة التي تحصل عليها بريطانيا العظمى، بعد ميدالية آن باكر قبل 60 عاماً، وميدالية كيلي هولمز قبل 20 عاماً.

## خلفية
أقيم هذا الحدث لأول مرة في عام 1928، مما يجعله أول حدث للجري لمسافات طويلة للسيدات. ومع ذلك لم يتم عقده مرة أخرى حتى عام 1960 ومنذ ذلك الحين أصبح حدثًا دائمًا.
| الرقم القياسي          | الرياضي (الأمة)            | الوقت (ث) | الموقع                   | التاريخ       |
| ---------------------- | -------------------------- | --------- | ------------------------ | ------------- |
| الرقم القياسي العالمي  | يارميلا كراتوشفيلوفا (TCH) | 1:53.28   | ميونيخ، ألمانيا الغربية  | 26 يوليو 1983 |
| الرقم القياسي الأولمبي | ناديجدا أوليزارينكو (URS)  | 1:53.43   | موسكو، الاتحاد السوفييتي | 27 يوليو 1980 |
| الرقم الرائد عالمياً    | كيلي هودجكينسون (GBR)      | 1:54.61   | لندن، المملكة المتحدة    | 20 يوليو 2024 |

| أرقام قياسية للمنطقة                                                    | رياضي (دولة)               | زمن (ثوانٍ) |
| ----------------------------------------------------------------------- | -------------------------- | ---------- |
| أفريقيا (الأرقام القياسية)                                              | باميلا جيليمو (KEN)        | 1:54.01    |
| آسيا (الأرقام القياسية)                                                 | ليو دونغ (CHN)             | 1:55.54    |
| أوروبا (الأرقام القياسية)                                               | يارميلا كراتوشفيلوفا (TCH) | 1:53.28 WR |
| أمريكا الشمالية وأمريكا الوسطى ومنطقة البحر الكاريبي (الأرقام القياسية) | أنا فيديليا كيروت (CUB)    | 1:54:44    |
| أوقيانوسيا (الأرقام القياسية)                                           | كاترينا بيسيت (AUS)        | 1:57.78    |
| أمريكا الجنوبية (الأرقام القياسية)                                      | ليتيسيا فريسدي (SUR)       | 1:56.68    |

## التأهل
بالنسبة لسباق 800 متر للسيدات، كانت فترة التأهيل بين 01 يوليو 2023 و30 يونيو 2024. تمكنت 48 رياضية من التأهل لهذا الحدث، بحد أقصى ثلاثة رياضيين لكل دولة، من خلال تحقيق معيار الدخول 1:59.30 ثانية أو أسرع أو حسب تصنيف ألعاب القوى العالمي الخاص بهم لهذا الحدث.

## النتائج

### جولة التصفيات
أقيمت التصفيات في 02 أغسطس، بدءًا من الساعة 19:45 (UTC+2) صباحًا، يتقدم أول ثلاثة لاعبات في كل جولة التصفيات إلى الدور نصف النهائي، ويتقدم جميع اللاعبات الآخريات إلى جولة الإعادة (باستثناء اللاعبات اللتي لم تبدء السباق أو لم تنهي السباق و المستبعدات عن السباق لعدم الأهلية)

#### تصفيات الجولة الأولى
نتائج تصفيات الجولة الأولى من سباق 800 متر للسيدات.
| المركز | الرياضية           | البلد            | الوقت   | ملاحظات |
| ------ | ------------------ | ---------------- | ------- | ------- |
| 1      | جيما ريكي          | بريطانيا العظمى  | 2:00.00 | Q       |
| 2      | غابرييلا غايانوفا  | سلوفاكيا         | 2:00.29 | Q       |
| 3      | جولييت ويتاكر      | الولايات المتحدة | 2:00.45 | Q       |
| 4      | فالنتينا روزاميليا | سويسرا           | 2:00.45 |         |
| 5      | جاز شوكلا          | كندا             | 2:00.80 |         |
| 6      | لينا كانديسونو     | فرنسا            | 2:00.97 |         |
| 7      | هابيتام أليمو      | إثيوبيا          | 2:02.19 |         |
| 8      | أمل الرومي         | الكويت           | 2:11.35 |         |
| 9      | ليلى المصري        | فلسطين           | 2:12.21 | NR      |

#### تصفيات الجولة الثانية
نتائج تصفيات الجولة الثانية من سباق 800 متر للسيدات.
| المركز | الرياضية          | البلد        | الوقت   | ملاحظات |
| ------ | ----------------- | ------------ | ------- | ------- |
| 1      | ديلي كوبر غاسبار  | كوبا         | 1:58.88 | Q       |
| 2      | برودينس سيكغوديسو | جنوب إفريقيا | 1:59.84 | Q       |
| 3      | راشيل بيلاود      | سويسرا       | 2:00.07 | Q       |
| 4      | حليمة ناكايي      | أوغندا       | 2:00.51 |         |
| 5      | نيللي جيبكوسغي    | البحرين      | 2:00.63 |         |
| 6      | فلافيا دي ليما    | البرازيل     | 2:00.73 | SB      |
| 7      | لورينا مارتين     | إسبانيا      | 2:02.52 |         |
| 8      | آنا فيلغوس        | بولندا       | 2:02.54 |         |

#### تصفيات الجولة الثالثة
نتائج تصفيات الجولة الثالثة من سباق 800 متر للسيدات.
| المركز | الرياضية             | البلد           | الوقت   | ملاحظات  |
| ------ | -------------------- | --------------- | ------- | -------- |
| 1      | ووركنيش ميسيل        | إثيوبيا         | 1:58.07 | Q, PB    |
| 2      | رينيليه لاموت        | فرنسا           | 1:58.59 | Q        |
| 3      | فيبي جيل             | بريطانيا العظمى | 1:58.83 | Q        |
| 4      | إلويزا كويرو         | إيطاليا         | 1:59.19 | PB       |
| 5      | فيفيان شيبيت كيبروتش | كينيا           | 1:59.90 |          |
| 6      | روز ماري ألمانزا     | كوبا            | 2:00.36 |          |
| 7      | أنيتا هورفات         | سلوفينيا        | 2:00.91 |          |
|        | آسيا الرزيقي         | المغرب          | DQ      | TR17.1.2 |

#### تصفيات الجولة الرابعة
نتائج تصفيات الجولة الرابعة من سباق 800 متر للسيدات.
| المركز | الرياضية             | البلد                                                   | الوقت   | ملاحظات |
| ------ | -------------------- | ------------------------------------------------------- | ------- | ------- |
| 1      | كيلي هودجكينسون      | بريطانيا العظمى                                         | 1:59.31 | Q       |
| 2      | نيا أكينز            | الولايات المتحدة                                        | 1:59.67 | Q       |
| 3      | نويلي ياريجو         | بنين                                                    | 1:59.68 | Q       |
| 4      | إفيلينا ماتانين      | فنلندا                                                  | 2:00.02 |         |
| 5      | مايتي كولبيرغ        | ألمانيا                                                 | 2:00.55 |         |
| 6      | أوراتيل نوي          | بوتسوانا                                                | 2:01.00 |         |
| 7      | كاترينا بيسيت        | أستراليا                                                | 2:01.60 |         |
| 8      | أديل تراسي           | جامايكا                                                 | 2:03.47 | SB      |
| 9      | بيرينا لوكوري ناكانغ | فريق الرياضيين الأولمبيين اللاجئين في الألعاب الأولمبية | 2:08.20 | PB      |

#### تصفيات الجولة الخامسة
نتائج تصفيات الجولة الخامسة من سباق 800 متر للسيدات.
| المركز | الرياضية         | البلد                   | الوقت   | ملاحظات |
| ------ | ---------------- | ----------------------- | ------- | ------- |
| 1      | تسيج دوغوما      | إثيوبيا                 | 1:57.90 | Q       |
| 2      | ماري مورا        | كينيا                   | 1:57.95 | Q       |
| 3      | شفيقة مالوني     | سانت فينسنت والغرينادين | 1:58.23 | Q, NR   |
| 4      | أنايس بورجوان    | فرنسا                   | 1:58.47 | PB      |
| 5      | آبي كالدويل      | أستراليا                | 1:58.49 | SB      |
| 6      | لوريا إيبارزابال | إسبانيا                 | 2:00.71 |         |
| 7      | سانو جالو        | غامبيا                  | 2:03.91 | NR      |
| 8      | غريسا باكراسي    | كوسوفو                  | 2:13.29 |         |

#### تصفيات الجولة السادسة
نتائج تصفيات الجولة السادسة من سباق 800 متر للسيدات.
| المركز | الرياضية           | البلد            | الوقت   | ملاحظات |
| ------ | ------------------ | ---------------- | ------- | ------- |
| 1      | ناتويا غول-توبين   | جامايكا          | 1:58.66 | Q       |
| 2      | كلوديا هولينغسوررث | أستراليا         | 1:58.77 | Q       |
| 3      | ليليان أوديرا      | كينيا            | 1:58.83 | Q, PB   |
| 4      | غابيا غالفيديته    | ليتوانيا         | 1:59.18 | PB      |
| 5      | أودري فيرو         | سويسرا           | 1:59.38 |         |
| 6      | ألي ويلسون         | الولايات المتحدة | 1:59.69 |         |
| 7      | إيلينا بيلو        | إيطاليا          | 1:59.98 |         |
| 8      | تاروشي كاروناراثنا | سريلانكا         | 2:07.76 |         |

### جولة الإعادة
أقيمت جولة الإعادة في 03 أغسطس، بدءًا من الساعة 11:10 (UTC+2) صباحًا.

#### جولة الإعادة الأولى
نتائج جولة الإعادة الأولى التأهيلية من سباق 800 متر للسيدات.
| المركز | الرياضية        | البلد    | الوقت   | ملاحظات |
| ------ | --------------- | -------- | ------- | ------- |
| 1      | آبي كالدويل     | أستراليا | 2:00.07 | Q       |
| 2      | إلويزا كويرو    | إيطاليا  | 2:00.31 |         |
| 3      | أودري فيرو      | سويسرا   | 2:00.62 |         |
| 4      | غابيا غالفيديته | ليتوانيا | 2:00.66 |         |
| 5      | فلافيا دي ليما  | البرازيل | 2:01.64 |         |
| 6      | حليمة ناكايي    | أوغندا   | 2:02.88 |         |
| 7      | لورينا مارتين   | إسبانيا  | 2:03.04 |         |

#### جولة الإعادة الثانية
نتائج جولة الإعادة الثانية التأهيلية من سباق 800 متر للسيدات.
| المركز | الرياضية           | البلد            | الوقت   | ملاحظات |
| ------ | ------------------ | ---------------- | ------- | ------- |
| 1      | أنايس بورجوان      | فرنسا            | 1:59.52 | Q       |
| 2      | فالنتينا روزاميليا | سويسرا           | 1:59.65 | q       |
| 3      | ألي ويلسون         | الولايات المتحدة | 1:59.73 |         |
| 4      | أنيتا هورفات       | سلوفينيا         | 2:00.56 |         |
| 5      | أديل تراسي         | جامايكا          | 2:03.67 |         |
| 6      | سانو جالو          | غامبيا           | 2:04.44 |         |
| 7      | آنا فيلغوس         | بولندا           | 2:05.77 |         |
| 8      | ليلى المصري        | فلسطين           | 2:16.72 |         |

#### جولة الإعادة الثالثة
نتائج جولة الإعادة الثالثة التأهيلية من سباق 800 متر للسيدات.
| المركز | الرياضية             | البلد                                                   | الوقت   | ملاحظات  |
| ------ | -------------------- | ------------------------------------------------------- | ------- | -------- |
| 1      | روز ماري ألمانزا     | كوبا                                                    | 2:01.54 | Q        |
| 2      | جاز شوكلا            | كندا                                                    | 2:02.00 |          |
| 3      | كاترينا بيسيت        | أستراليا                                                | 2:02.35 |          |
| 4      | إيلينا بيلو          | إيطاليا                                                 | 2:02.91 |          |
| 5      | أوراتيل نوي          | بوتسوانا                                                | 2:03.29 |          |
| 6      | لينا كانديسونو       | فرنسا                                                   | 2:03.40 |          |
| 7      | بيرينا لوكوري ناكانغ | فريق الرياضيين الأولمبيين اللاجئين في الألعاب الأولمبية | 2:11.33 |          |
|        | غريسا باكراسي        | كوسوفو                                                  | DQ      | TR17.2.3 |

#### جولة الإعادة الرابعة
نتائج جولة الإعادة الرابعة التأهيلية من سباق 800 متر للسيدات.
| المركز | الرياضية             | البلد    | الوقت   | ملاحظات |
| ------ | -------------------- | -------- | ------- | ------- |
| 1      | مايتي كولبيرغ        | ألمانيا  | 1:59.08 | Q       |
| 2      | فيفيان شيبيت كيبروتش | كينيا    | 1:59.31 | q       |
| 3      | لوريا إيبارزابال     | إسبانيا  | 1:59.81 |         |
| 4      | إفيلينا ماتانين      | فنلندا   | 2:00.38 |         |
| 5      | نيللي جيبكوسغي       | البحرين  | 2:01.12 |         |
| 6      | هابيتام أليمو        | إثيوبيا  | 2:02.73 |         |
| 7      | تاروشي كاروناراثنا   | سريلانكا | 2:06.66 |         |
| 8      | أمل الرومي           | الكويت   | 2:12.13 |         |

### الدور نصف النهائي
أقيمت جولات الدور نصف النهائي يوم 04 أغسطس، ابتداءً من الساعة 20:40 (UTC+2) في مساء. يتأهل أول رياضيتين في كل سباق ومن ثم أفضل أسرع رياضيتين إلى النهائي

#### نصف النهائي الأول
نتائج جولة نصف النهائي الأولى المؤهلة لنهائي سباق 800 متر للسيدات.
| المركز | الرياضية           | البلد           | الوقت   | ملاحظات |
| ------ | ------------------ | --------------- | ------- | ------- |
| 1      | ماري مورا          | كينيا           | 1:57.86 | Q       |
| 2      | ووركنيش ميسيل      | إثيوبيا         | 1:58.06 | Q, PB   |
| 3      | ديلي كوبر غاسبار   | كوبا            | 1:58.39 | PB      |
| 4      | فيبي جيل           | بريطانيا العظمى | 1:58.47 |         |
| 5      | آبي كالدويل        | أستراليا        | 1:58.52 |         |
| 6      | ناتويا غول-توبين   | جامايكا         | 1:59.14 |         |
| 7      | فالنتينا روزاميليا | سويسرا          | 1:59.27 |         |
| 8      | نويلي ياريجو       | بنين            | 2:01.35 |         |

#### نصف النهائي الثاني
نتائج جولة نصف النهائي الثاني المؤهلة لنهائي سباق 800 متر للسيدات.
| المركز | الرياضية             | البلد                   | الوقت   | ملاحظات |
| ------ | -------------------- | ----------------------- | ------- | ------- |
| 1      | تسيج دوغوما          | إثيوبيا                 | 1:57.47 | Q, PB   |
| 2      | شفيقة مالوني         | سانت فينسنت والغرينادين | 1:57.59 | Q, NR   |
| 3      | جولييت ويتاكر        | الولايات المتحدة        | 1:57.76 | q, PB   |
| 4      | رينيليه لاموت        | فرنسا                   | 1:57.78 | q       |
| 5      | جيما ريكي            | بريطانيا العظمى         | 1:58.01 |         |
| 6      | غابرييلا غايانوفا    | سلوفاكيا                | 1:58.22 | NR      |
| 7      | مايتي كولبيرغ        | ألمانيا                 | 1:58.52 | PB      |
| 8      | فيفيان شيبيت كيبروتش | كينيا                   | 1:59.64 |         |

#### نصف النهائي الثالث
نتائج جولة نصف النهائي الثالث المؤهلة لنهائي سباق 800 متر للسيدات.
| المركز | الرياضية           | البلد            | الوقت   | الملاحظات |
| ------ | ------------------ | ---------------- | ------- | --------- |
| 1      | كيلي هودجكينسون    | بريطانيا العظمى  | 1:56.86 | Q         |
| 2      | برودينس سيكغوديسو  | جنوب إفريقيا     | 1:57.57 | Q         |
| 3      | نيا أكينز          | الولايات المتحدة | 1:58.20 |           |
| 4      | ليليان أوديرا      | كينيا            | 1:58.53 | PB        |
| 5      | روز ماري ألمانزا   | كوبا             | 1:58.73 | SB        |
| 6      | أنايس بورجوان      | فرنسا            | 1:59.62 |           |
| 7      | كلوديا هولينغسوررث | أستراليا         | 2:01.51 |           |
| 8      | راشيل بيلاود       | سويسرا           | 2:03.36 |           |

### النهائي
أقيمت المباراة النهائية في 05 أغسطس، ابتداءً من الساعة 21:45 (UTC+2) في مساء.
| المركز | الرياضية          | البلد                   | الوقت   | الملاحظات |
| ------ | ----------------- | ----------------------- | ------- | --------- |
| الأول  | كيلي هودجكينسون   | بريطانيا العظمى         | 1:56.72 |           |
| الثاني | تسيج دوغوما       | إثيوبيا                 | 1:57.15 | PB        |
| الثالث | ماري مورا         | كينيا                   | 1:57.42 |           |
| 4      | شفيقة مالوني      | سانت فينسنت والغرينادين | 1:57.66 |           |
| 5      | رينيليه لاموت     | فرنسا                   | 1:58.19 |           |
| 6      | ووركنيش ميسيل     | إثيوبيا                 | 1:58.28 |           |
| 7      | جولييت ويتاكر     | الولايات المتحدة        | 1:58.50 |           |
| 8      | برودينس سيكغوديسو | جنوب إفريقيا            | 1:58.79 |           |